# Renault R35
O Renault R35, uma abreviação de Char léger Modèle 1935 R ou R 35, foi um tanque de infantaria leve francês da Segunda Guerra Mundial.
Projetado a partir de 1933 e produzido a partir de 1936, o tipo foi concebido como um tanque leve de apoio à infantaria, equipando batalhões de tanques autônomos, que seriam alocados a divisões de infantaria individuais para auxiliá-los na execução de operações ofensivas. Para esse fim, era relativamente bem blindado, mas lento e sem boa capacidade antitanque, equipado com um canhão curto de 37mm. Com a eclosão da guerra, o papel antitanque foi mais enfatizado, levando ao desenvolvimento e eventual produção a partir de abril de 1940 de um subtipo com um canhão mais poderoso e mais longo, o Renault R40. Foi planejado mudar a nova capacidade de produção para a fabricação de outros tipos mais rápidos, mas devido à derrota da França, o R35/40 permaneceu o tanque francês mais numeroso da guerra, com cerca de 1.685 veículos produzidos até junho de 1940. Naquele momento também havia sido exportado para a Polônia, Romênia, Turquia e Iugoslávia. Durante o restante da guerra, a Alemanha e seus aliados usariam veículos capturados, alguns deles reconstruídos em caça-tanques.

## Desenvolvimento
O plano de desenvolvimento de 1926 previa a introdução de um char d'accompagnement, um tanque leve barato produzido em massa para substituir o Renault FT da safra da Primeira Guerra Mundial, para possibilitar que as divisões de infantaria padrão executassem táticas de infiltração de armas combinadas, visto como o único método viável de guerra ofensiva moderna deixado para unidades não-motorizadas. O exército francês não tinha meios para motorizar mais do que algumas divisões selecionadas. Em 1930 este plano foi substituído por um novo, dando especificações mais precisas. O primeiro tanque a ser desenvolvido para atender aos seus requisitos, o Char D1, provou não ser barato e nem particularmente leve. Em 1933, a Hotchkiss ofereceu uma solução alternativa, o posterior Hotchkiss H35. Por razões políticas, esta proposta foi transformada no Plano 1933 e toda a indústria francesa foi convidada em agosto de 1933 a propor possíveis projetos. Quatorze empresas responderam (entre as quais a Delaunay-Belleville) e cinco apresentaram um protótipo: a própria Hotchkiss, a Compagnie Général de Construction des Locomotives, APX, FCM e, claro, o principal produtor de tanques da França: a Renault. Temendo que sua rival Hotchkiss pudesse substituí-lo como tal, Louis Renault correu para terminar um veículo; a construção logo estava em um estágio tão avançado que as mudanças na especificação emitidas em 21 de junho de 1934, para aumentar a espessura da blindagem de 30 para 40mm, não pôde ser implementada. Em 20 de dezembro de 1934, a Renault foi a primeira a entregar um protótipo, com o nome de projeto Renault ZM, à Comissão de Vincennes.
Na primavera de 1935, este veículo foi reformado com blindagem mais pesada e uma torre APX padrão, anexada pelo Atelier de Rueil entre 18 e 25 de abril. O protótipo ainda estava sendo testado quando as tensões internacionais aumentaram devido ao rearmamento alemão . Isso gerou uma demanda urgente por uma modernização mais rápida da frota de tanques francesa. O ZM deveria ser colocado em produção imediatamente. Em 29 de abril de 1935, foi feito um pedido de 300, antes mesmo que o modelo final pudesse ser concluído, a um preço de 190.000 francos franceses por casco (desarmado, sem motor e torre, o preço total de exportação era de cerca de 1.400.000 francos em 1939, isto é, cerca de 32.000 dólares pelos padrões de 1939). O primeiro veículo de produção em série foi entregue em 4 de junho de 1936 e teve que ser exaustivamente testado novamente, pois era diferente do protótipo.

## Descrição

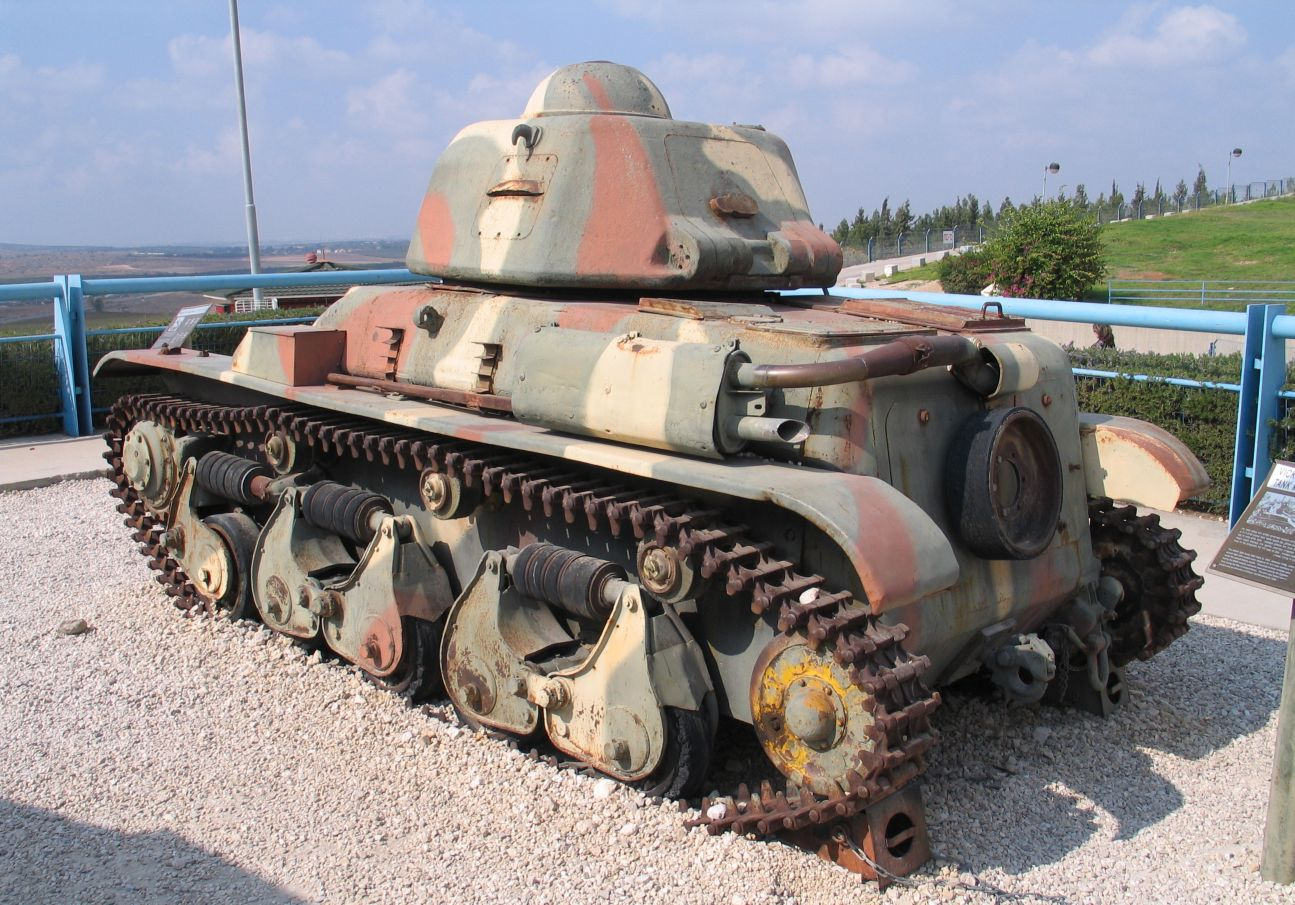
Renault R35: a escotilha na parte de trás da torre é bem visível.

Para economizar tempo, a Renault baseou a suspensão e o trem de rodagem no AMR 35, projetado para a cavalaria. Tinha cinco rodas de cada lado, equipadas com molas horizontais, como o AMC 35.
O casco, com 4,02m de comprimento, era composto por três módulos fundidos, com espessura máxima de blindagem de 43 milímetros, que foram aparafusados entre si. O peso total era de 10,6 toneladas métricas (9,8 toneladas sem combustível e munição). O módulo inferior carregava de cada lado uma roda dianteira com mola independente, dois bogies e a roda dentada motriz na extremidade dianteira. A transmissão final e os diferenciais foram alojados à direita no módulo do nariz. Era dirigido por um diferencial Cletrac com cinco marchas e acionando os freios. O motorista ficava sentado um pouco à esquerda e tinha duas escotilhas. O motor Renault V-4 de 85cv ficava à direita na traseira curta com o tanque de combustível de 166 litros autovedante à esquerda. O R 35 rendia uma velocidade de estrada de 20 km/h e uma autonomia de 130 km. A velocidade fora de estrada não excedia 14 km/h e o consumo de combustível totalizava 212 litros por 100 km. A partir de 1940, eles foram equipados com caudas AMX para ajudar na travessia de trincheiras.
A torre hexagonal APX fundida tinha uma cúpula rotativa abobadada de 30mm de espessura com fendas de visão vertical (o ponto mais alto tendo 2,13m) e tinha que ser movida por manivela ou pelo peso do comandante, o único outro membro da tripulação. Às vezes, havia um assento instalado não oficialmente para ele, mas na maioria das vezes ele ficava de pé. A parte traseira da torre tinha uma escotilha articulada que podia ser usada como assento para melhorar a observação. Os primeiros veículos foram equipados com a torre APX-R (com a mira L713) montando o pequeno canhão Puteaux 37mm L/21 SA18 (os primeiros lotes foram removidos dos tanques Renault FT, que foram reconstruídos como veículos utilitários) e a metralhadora de fortaleza Châtellerault 7,5mm. O canhão tinha uma penetração de blindagem muito pobre: apenas 12mm a 500 metros. Depois, a torre APX com o mesmo canhão, mas com a mira L739 aprimorada e a metralhadora padrão MAC31 Reibel Châtellerault 7,5mm foi usada devido a atrasos na entrega da arma original. Houve também tantos atrasos na produção das torres que depois que os primeiros 380 cascos foram produzidos em 1936 e apenas 37 puderam ser equipados com uma torre, a produção foi reduzida para 200 por ano. Os cartuchos gastos da metralhadora 7,5mm (de um total de 2.400) desciam por uma calha através de um buraco no chão. O tanque carregava 42 tiros perfurantes de blindagem e 58 tiros de alto explosivo.
O R 35 a princípio não tinha rádio, exceto para o segundo batalhão do 507e Régiment de Chars de Combat (do Coronel Charles de Gaulle), mas o R 40 tinha o ER 54 instalado. No entanto, isso aumentou a já pesada carga de trabalho do comandante, que também atuava como atirador e municiador.

## Renault R40 e projetos
Em 1937, tornou-se óbvio que o sistema de suspensão original não era confiável e era ineficaz. Depois de muitos testes foi substituído na produção de 1940, depois de construídos os 1.540 veículos com o desenho original, por um sistema AMX de doze rodas equipadas com seis molas verticais (AMX era o novo nome da divisão militar da Renault nacionalizada em 2 de dezembro de 1936). Mais ou menos na mesma época, o rádio e um canhão muito mais poderoso foram introduzidos. O SA38 de cano longo L/35 37mm na torre fundida adaptada APX-R1 (com mira L767) deu-lhe uma capacidade antitanque efetiva: 40mm a 500 metros. A nova combinação foi batizada de Char léger modèle 1935 R modifié 1939, mas é mais comumente conhecida como Renault R40. Foi entregue a tempo de equipar um batalhão da 10ª Brigada de Cavalaria Blindada polonesa do Exército Polonês na França e os dois últimos batalhões de tanques franceses a serem formados. Pretendia-se equipar o R 40 com a torre FCM soldada na segunda metade de 1940, enquanto reequipava todos os R 35 existentes com o canhão SA 38 mais longo e elevar os níveis de produção do R 40 para 120 por mês durante a guerra. A partir de janeiro de 1940, os veículos dos comandantes das unidades de tanques leves foram gradualmente reforçados com o canhão mais longo; mas como prioridade absoluta foi dada aos tanques servindo em divisões blindadas, que eram do tipo Hotchkiss, dos 273 comandantes de pelotão, companhia e batalhão elegíveis em unidades Renault, apenas alguns, se algum, receberam este "R 39". A única exceção oficial possível à regra de que os tanques Hotchkiss deveriam ser modificados primeiro foi feita em 12 de fevereiro de 1940, quando foi ordenada a substituição das torres de 24 tanques de infantaria, sem especificar o tipo, presentes em depósitos ou escolas de motoristas para obter torres mais antigas para serem instaladas em veículos de exportação R 35. No mesmo período, um programa intensivo foi executado para produzir 200.000 obuses perfurantes por mês para o canhão mais curto, já que havia estoques mínimos desse tipo de munição.
Vários projetos foram baseados no R 35, como vários transportadores de fascine: estes tinham armações ou outras engenhocas montadas sobre o casco ou torre com um fascine que poderia ser lançado para preencher trincheiras.

## Histórico operacional

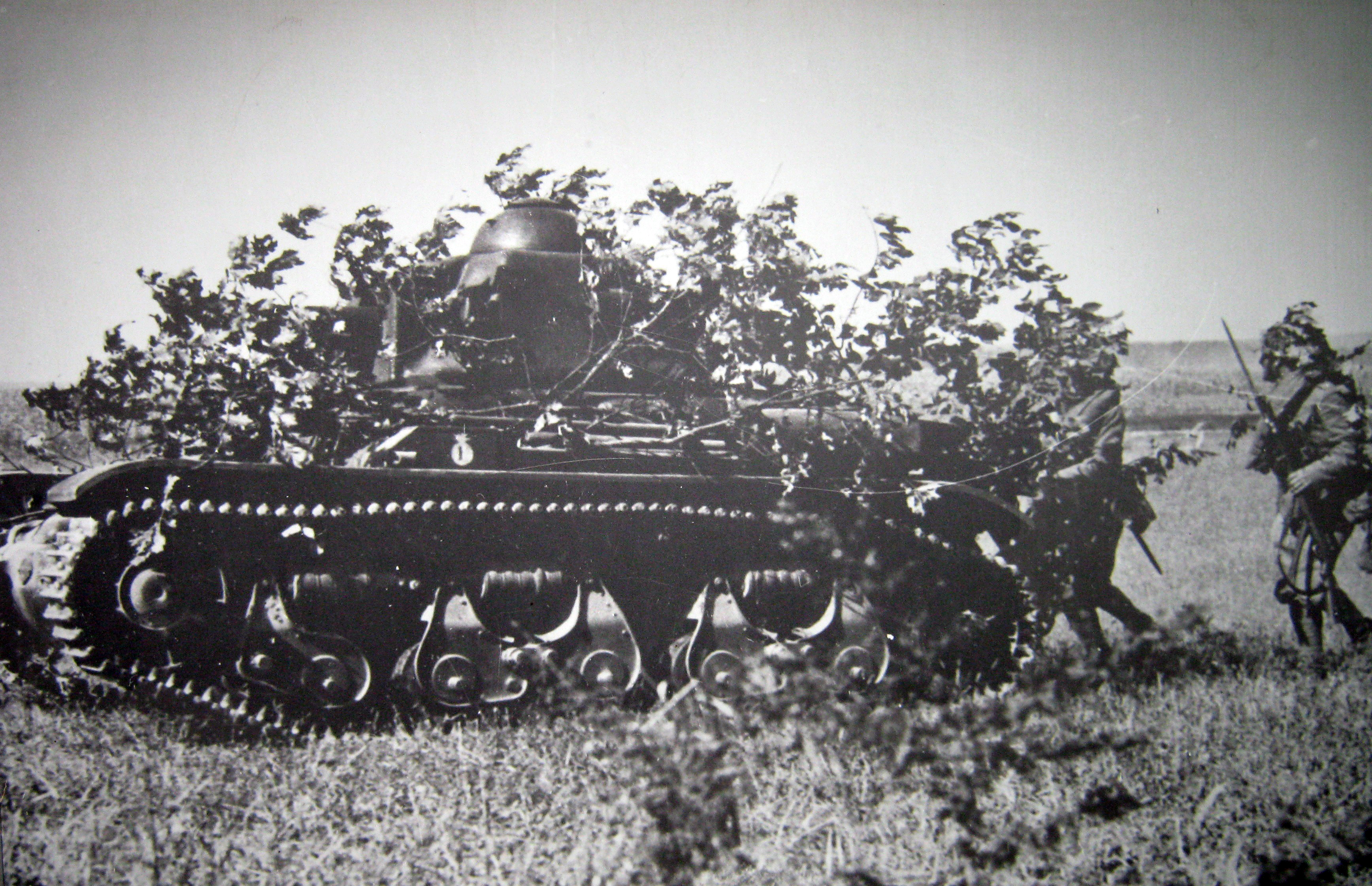
Tanque R35 participando das grandes manobras militares do Exército Iugoslavo em Torlak, 1940.

O R35 foi planejado para substituir o Renault FT como tanque de infantaria leve padrão a partir do verão de 1936, mas mesmo em maio de 1940, não havia conscritos suficientes sendo retreinados e, portanto, oito batalhões do tanque antigo tiveram que ser mantidos operacionais. Em 1º de setembro de 1939, no início da guerra, 975 veículos foram entregues de 1.070 produzidos; 765 foram colocados em batalhões de tanques na França, 49 usados para treinamento de direção, 33 estavam em depósito e 45 presentes nas colônias. De um pedido total de 2.300, pelo menos 1.601 foram produzidos até 1º de junho de 1940 - faltam os números desse mês - dos quais 245 foram exportados: para a Polônia (50), Turquia (100; dois lotes de cinquenta cada um em fevereiro e março de 1940), Romênia (41 de um pedido de 200) e Iugoslávia (54). É provável que os tanques exportados para a Iugoslávia (em abril de 1940) não estejam incluídos no total de 1.601 e que a produção total tenha sido de 1.685; números de série conhecidos por serem realmente usados indicam uma produção de pelo menos 1.670 veículos. 

### Polônia
Como a ameaça de guerra se tornou aparente e a taxa de produção do tanque polonês 7TP era insuficiente, decidiu-se comprar veículos no exterior. Os poloneses estavam mais interessados nos tanques franceses SOMUA S35, mas a proposta foi recusada pelo governo francês. Em 1938, o exército polonês comprou um tanque R35 para testes (de acordo com outras fontes, dois ou três). Após uma série de testes, descobriu-se que o projeto era decepcionante: o motor estava superaquecendo, a suspensão era dura e o armamento insuficiente. Em abril de 1939, foi finalmente decidido comprar cem tanques R35 como medida de emergência. A primeira remessa de cinquenta (outras fontes diminuem o número para 49) chegou à Polônia em julho de 1939, junto com três tanques Hotchkiss H35 comprados para teste. Em agosto, eles foram colocados em serviço principalmente com o 12º Batalhão Blindado baseado em Łuck. No início da invasão da Polônia, 45 (ou 46) tanques formavam o núcleo do recém-criado 21º Batalhão de Tanques Leves que fazia parte da reserva geral do Comandante-em-Chefe. A unidade deveria defender a cabeça-de-ponte romena, mas foi dividida após a invasão soviética da Polônia em 17 de setembro. No final de setembro, a unidade foi retirada para defender a cabeça-de-ponte romena. Posteriormente, 34 tanques se retiraram para a Romênia. Seis tanques foram anexados à 10ª Brigada de Cavalaria Motorizada em Stanisławów (hoje Ivano-Frankivsk); eles abriram caminho por Kolomyia e três veículos cruzaram a fronteira húngara. Os tanques restantes - quatro R35 e três H35 - foram colocados em serviço com o improvisado Grupo Operacional Dubno e participaram das batalhas de Krasne em 19 de setembro (contra os soviéticos) e Kamionka Strumiłowa (contra os alemães), durante as quais todos foram destruídos. A segunda remessa de R35 não chegou à Polônia antes da eclosão da Segunda Guerra Mundial. Eles foram desviados pelos franceses para a Síria.

### Romênia
Como parte de um programa de rearmamento do final da década de 1930, a Romênia procurou obter uma licença para a fabricação local de duzentos tanques de infantaria franceses Renault R35. No início de 1938, as negociações para o estabelecimento de uma fábrica para a produção de tanques R35 atingiram um estado avançado. A essa altura, porém, as próprias exigências da França por rearmamento proibiam um maior desenvolvimento. Em agosto e setembro de 1939, como medida paliativa, quarenta e um R35 foram fornecidos ao Exército Real Romeno. Esses tanques serviram como o tanque principal do recém-formado 2º Regimento Blindado. No final de setembro de 1939, trinta e quatro novos R35 adicionais passaram para as mãos dos romenos quando o 21º Batalhão de Tanques Leves poloneses (Batalion Czołgów Lekkich, BCL) escolheu o internamento em vez da captura após a conquista alemã-soviética da Polônia e fugiu pela fronteira romena. Com setenta e cinco tanques em força, o 2º Regimento Blindado se expandiu em dois batalhões.
Após a Batalha de Stalingrado, os romenos decidiram que os R 35 precisavam de melhorias significativas em sua capacidade antitanque. A princípio, a torre de um R 35 do 2º Regimento de Tanques da 1ª Divisão de Tanques foi trocada pela torre de um T-26 soviético capturado. Por fim, no início de 1943, decidiu-se manter a blindagem mais espessa da torre francesa. Assim, o canhão 45mm do T-26 foi adotado como um substituto para o canhão original de 37mm. O canhão soviético foi anexado à torre francesa com a ajuda de uma extensão que continha o mecanismo de recuo da peça de 45mm. A desvantagem disso foi que, após essas modificações, não havia mais espaço suficiente na torre para manter a metralhadora coaxial, que foi removida. Uma arma Schneider de 47mm produzida na Romênia também foi proposta. Os tanques atualizados foram adotados como caça- tanques sob a designação Vânătorul de care R35 (VDC 35; significando "caçador de tanques R35"), com trinta R35 convertidos até junho de 1944 pela fábrica Leonida em Bucareste. Os canhões 45mm soviéticos foram retirados dos tanques T-26 e BT-7 capturados. Eles foram reformados no Arsenal do Exército em Târgoviște, enquanto as novas montagens dos canhões contendo o mecanismo de recuo foram feitos na Oficina Concordia em Ploiești. Esses veículos serviram até o final da guerra. Uma quantidade significativa das peças originais de fabricação francesa, dos tanques R35 originais e convertidos, foi substituída por peças sobressalentes produzidas na Romênia em 1941-1942. As fábricas romenas produziram rodas dentadas, eixos de transmissão, lagartas, novas rodas com aro de metal e cabeçotes. As rodas foram projetadas localmente para serem dez vezes mais duráveis. Adicionado a estes foram os suportes dos canhões 45mm, adicionados como extensões de torre, que continham o mecanismo de recuo. Assim, o R35 romeno convertido tinha peças significativas fabricadas na Romênia em seu casco, transmissão e torre.
Havia sessenta tanques R35 no inventário romeno em 19 de julho de 1944, trinta dos quais haviam sido rearmados com o canhão 45mm.
A única parte sobrevivente de um VDC R35 é uma torre de propriedade de um colecionador particular da Eslováquia.

### França
Em 10 de maio de 1940, na véspera da invasão alemã, na França continental, o R 35 equipou 21 batalhões, cada um com 45 veículos. Isso deu 945 tanques R 35/R 40 nas unidades de linha de frente francesas. Destes, 900 foram originalmente alocados no nível do Exército em Groupements de Bataillons de Chars (Grupamentos de Batalhões de Carros) consistindo em vários batalhões:
- VIIe Armée
  - GBC 510
    - 9eBCC (R 35)
    - 22BCC (R 35)
- Ie Armée
  - GBC 515
    - 13BCC (H 35)
    - 35BCC (R 35)

  - GBC 519
    - 38BCC (H 35)
    - 39BCC (R 35)
- IXe Armée
  - GBC 518
    - 6eBCC (R 35)
    - 32BCC (R 35)
    - 33BCC (FT)
- IIe Armée
  - GBC 503
    - 3eBCC (R 35)
    - 4eBCC (FCM 36)
    - 7eBCC (FCM 36)
- IIIe Armée
  - GBC 511
    - 5eBCC (R 35)
    - 12BCC (R 35)

  - GBC 513
    - 29BCC (FT)
    - 51BCC (Char 2C)

  - GBC 520
    - 23BCC (R 35)
    - 30BCC (FT)

  - GBC 532
    - 43BCC (R 35)
- IVe Armée
  - GBC 502
    - 20BCC (R 35)
    - 24BCC (R 35)

  - GBC 504
    - 10BCC (R 35)
    - 343 CAC (FT)
    - 344 CAC (FT)
- Ve Armée
  - GBC 501
    - 1rBCC (R 35)
    - 2eBCC (R 35)
    - 31BCC (FT)

  - GBC 508
    - 21BCC (R 35)
    - 34BCC (R 35)

  - GBC 517
    - 19BCC (Char D2)
- VIIIe Armée
  - GBC 506
    - 16BCC (R 35)
    - 36BCC (FT)
    - 17BCC (R 35)
    - 18BCC (FT)
- Armée des Alpes
  - GBC 514

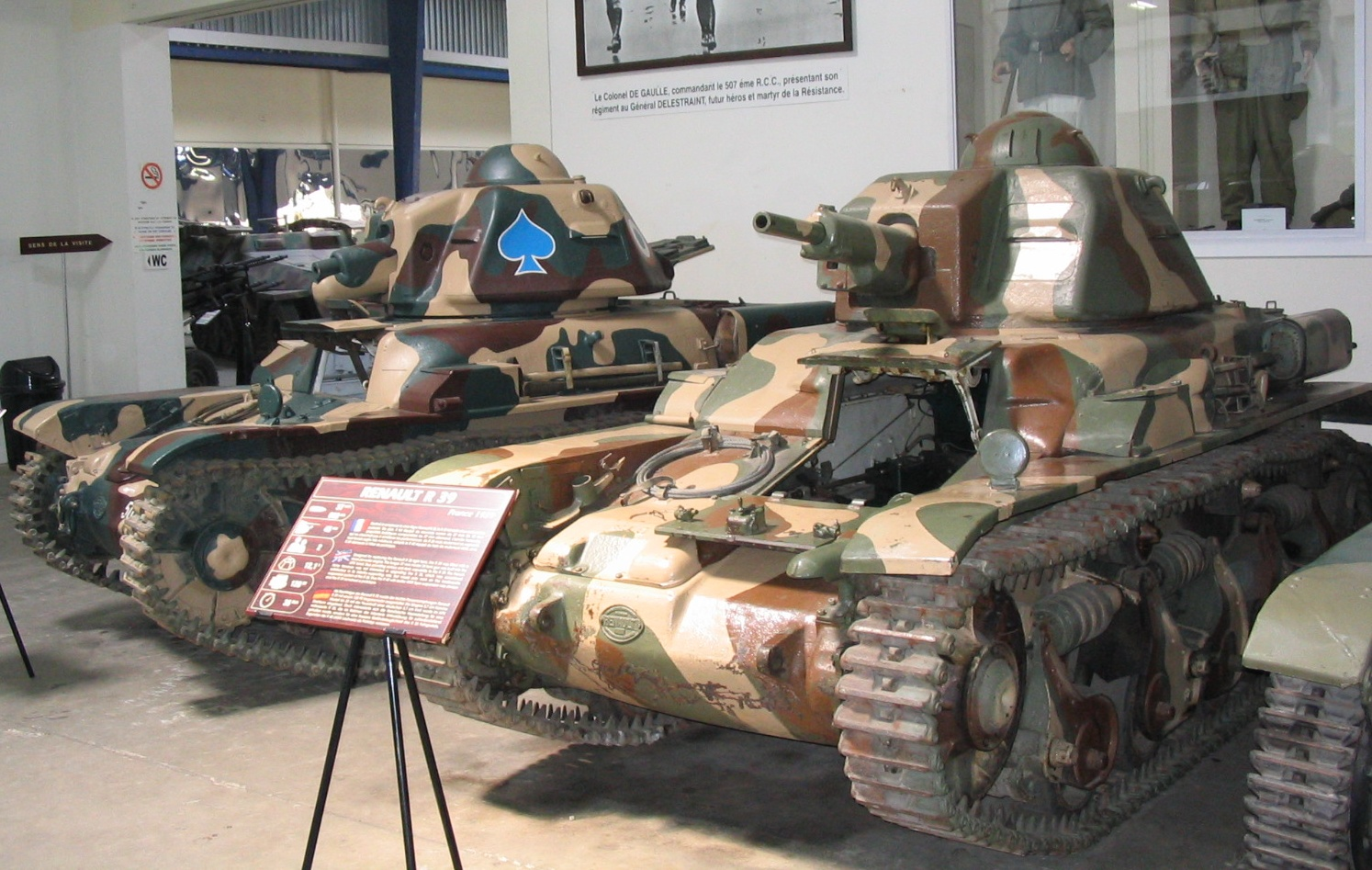
"R 39" no Musée des Blindés em Saumur ao lado de um R 35. Observe o canhão mais longo, neste caso, uma conversão pós-guerra para a Gendarmaria.

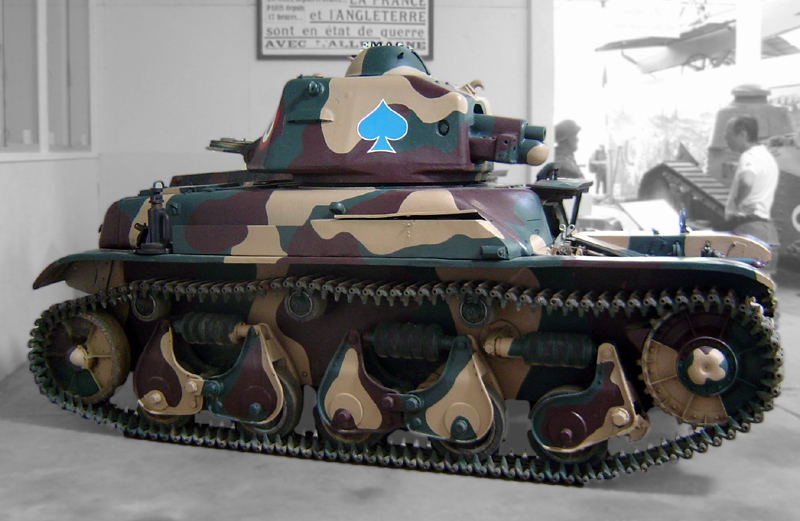
O R 35 em Saumur.

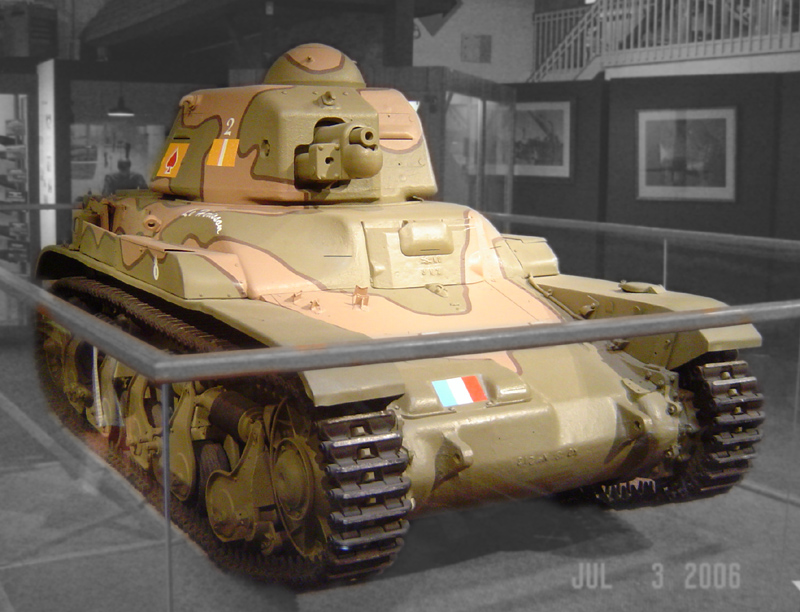
O R 35 em Aberdeen.

    - Bataillon de Chars des Troupes Coloniales (FT)

Essas unidades puramente de tanques não tinham infantaria orgânica ou componente de artilharia e, portanto, tinham que cooperar com as divisões de infantaria. No entanto, 135 R35 (2e, 24e e o novo 44e BCC) foram alocados em 15 de maio para a 4ª DCR provisória (Division Cuirassée /Divisão Couraçada). Mais dois novos batalhões, o 40º e o 48º Bataillion de Chars de Combat, embora ainda não tendo concluído o treinamento, foram utilizados para reforçar a 2ª DCR, o primeiro equipado com 15 R35 e 30 R40, o segundo com 16 R35 e 29 R40 elevando o total da força orgânica para 1.035. Além disso, o 1º e o 2º Batalhão de Tanques da 10ª Brigada de Cavalaria Blindada polonesa, inicialmente treinando com os Renault FT, foram equipados com 17 R35 e cerca de 24 R40 no final de maio; em junho, os R40 foram devolvidos, mas substituídos por 28 novos. Ao mesmo tempo, 1, 6, 25, 34 e 39 BCC foram usados para reconstituir a 1er DCR, o 10e BCC reforçou a 3e DCR e o 25e BCC foi reconstituído com 21 R35 e 24 R40 (ex-poloneses). Como cerca de 300 tanques da reserva de material foram enviados para essas unidades também, cerca de 800 dos 1.440 carros R35 disponíveis acabaram em divisões blindadas, afinal.

### Colônias francesas
Dois batalhões R35 (63e e 68e BCC) com 45 e 50 tanques respectivamente estavam na Síria, território do mandato francês, e 30 estavam no Marrocos, 26 servindo com o 62e BCC e quatro em depósito. Os tanques na Síria lutariam durante a invasão aliada daquele território mandatário em 1941 e depois seriam parcialmente entregues à 1re Compagnie autonome de chars de combat (1er CACC) da França Livre, e aqueles no norte da África tomariam parte durante a Operação Torch em novembro de 1942.

### Alemanha

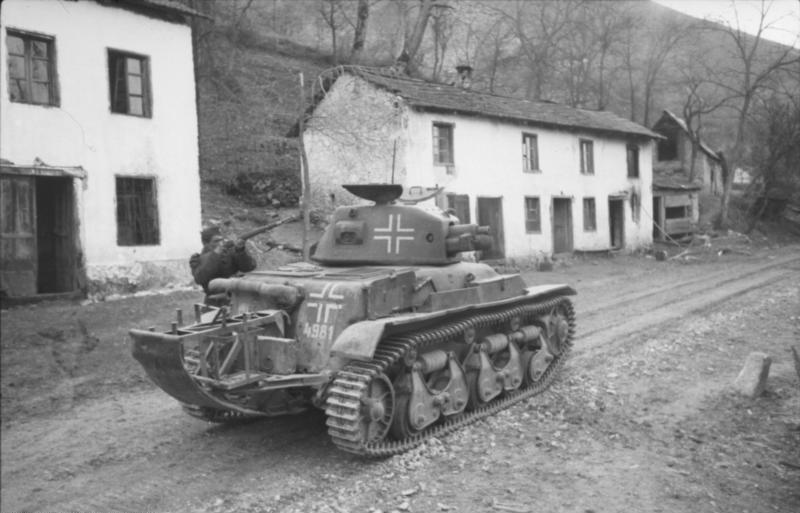
Um Renault R35 no serviço alemão em 1942.

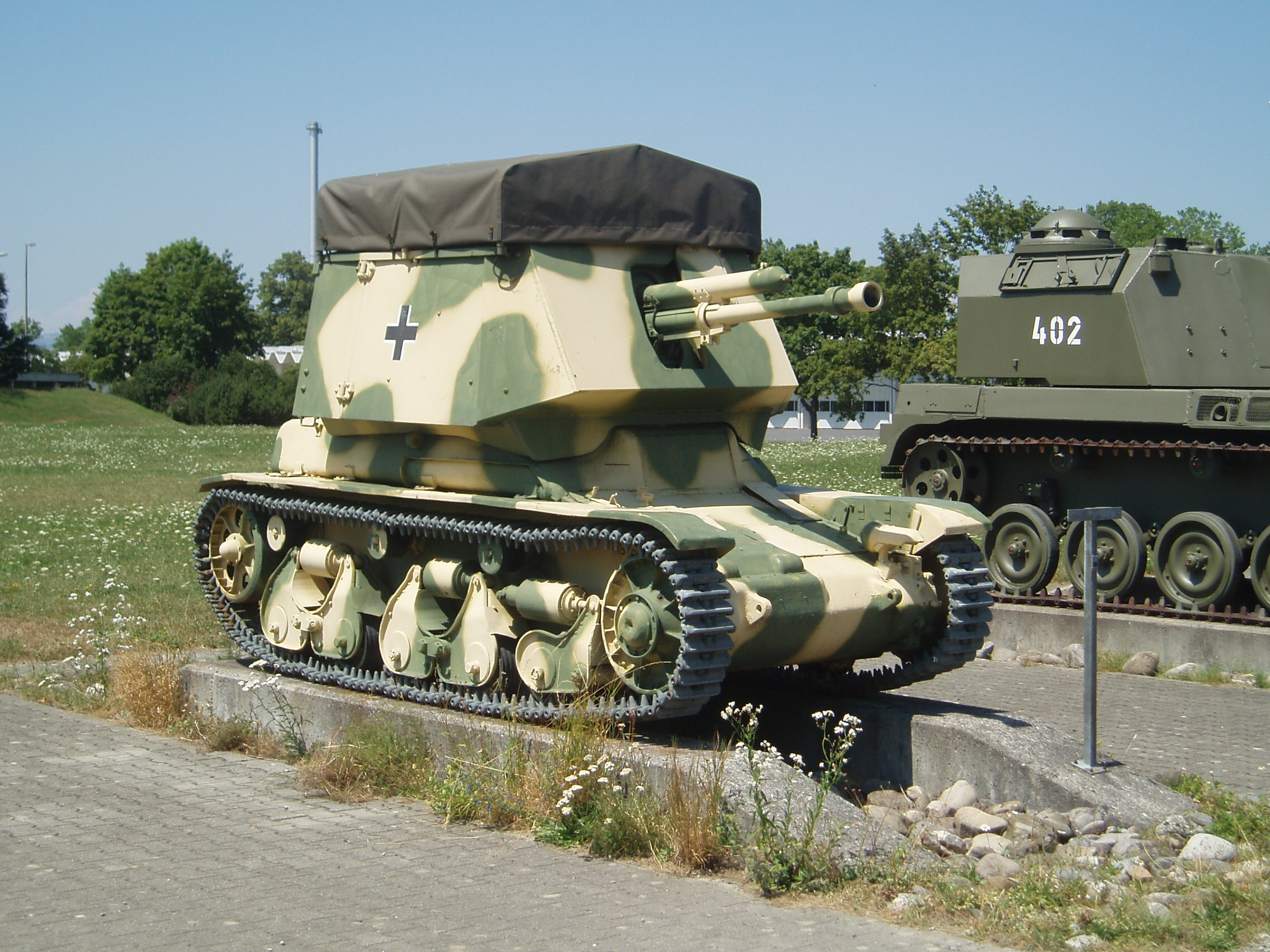
4,7cm PaK(t) auf Panzerkampfwagen 35R(f) ohne Turm.

A maioria (843) dos R35 caiu nas mãos dos alemães; 131 foram usados como Panzerkampfwagen 35R 731(f), emitido para unidades panzer e usado principalmente para tarefas de segurança ou treinamento de motoristas, ou usado em trens blindados; a maioria foi posteriormente reconstruída como tratores de artilharia e carregadores de munição após a remoção da torre.
Um número considerável, 174 de acordo com algumas fontes, foram convertidos em destruidores de tanques de 47mm para substituir o Panzerjäger I: o 4,7 cm PaK(t) auf Panzerkampfwagen 35R(f) ohne Turm. A versão do caça-tanques teve a torre substituída por uma superestrutura blindada montando um canhão antitanque de 47mm kanon PUV vz. 36 (Škoda A6). Os veículos foram convertidos por Alkett entre maio a outubro de 1941 para tentar fazer um veículo equivalente ao Panzerjäger I. O resultado não foi tão bem-sucedido quanto o Panzerjäger I, principalmente devido à baixa velocidade do R 35 e ao chassis sobrecarregado. Alguns foram desdobrados na Operação Barbarossa, a maioria sendo empregada em territórios ocupados, como as Ilhas do Canal da Mancha, Holanda (com o Pz.Jg.Abt.657, parte do Pz Kompanie 224) e França. Eles lutaram nas batalhas da Normandia com Schnelle Brigade 30 em 1944 (cinco ligados à 3ª companhia, Schnelle Abteilung 517), e em torno de Arnhem com o Pz.Jg.Abt. 657. Outros possíveis usuários incluem a 346ª Divisão de Infantaria na Normandia e 59ª Divisão de Infantaria que lutaram contra a 101ª Aerotransportada durante a Operação Market Garden. 

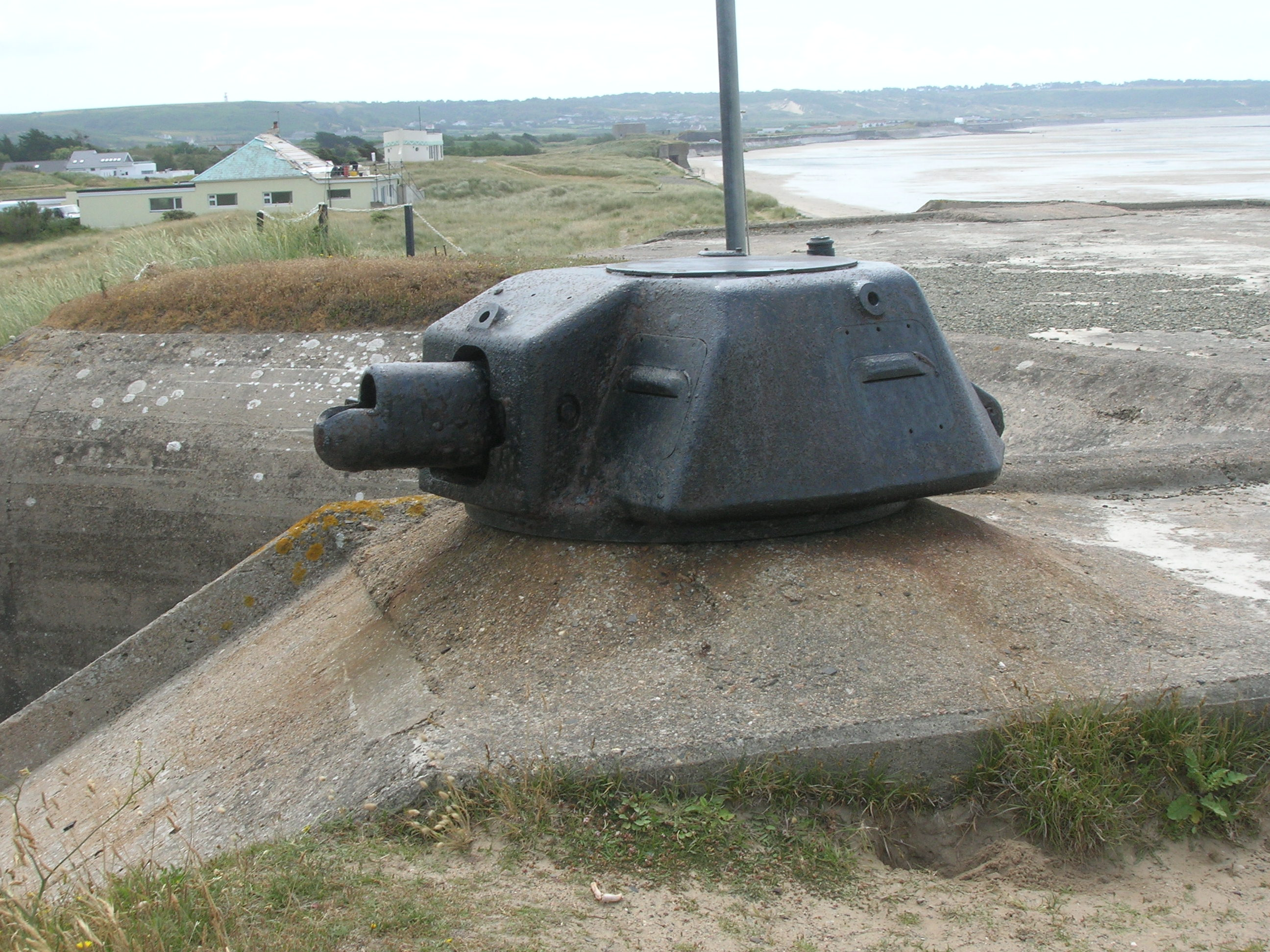
Tobruk protegendo a entrada do bunker que agora abriga o Museu Militar das Ilhas do Canal da Mancha. Esta torre foi originalmente montada em um Tobruk no Forte de Saint Aubin, na ilha de Jersey.

Algumas das torres removidas dos tanques foram usadas em posições de combate defensivas conhecidas como "Tobruks". Isso deu ao Tobruk maior poder de fogo e proteção do atirador contra estilhaços e armas portáteis. 
Quatorze tanques R 35, usados para treinar motoristas de tanques, equiparam o 100. Panzer-Ersatz-Bataillon (100º Batalhão de Substituição Panzer) no Sétimo Exército Alemão em 1944. Em 6 de junho de 1944, eles estavam entre as primeiras unidades da Armee-Reserve enviadas para o combate perto de Sainte-Mère-Église para se opor aos desembarques aerotransportados americanos na Normandia. Apoiando um contra-ataque do 1057º Regimento de Granadeiros (Grenadier-Regiment 1057, GR 1057), os R35 penetraram no posto de comando do 1º Batalhão do 505º Regimento de Infantaria Paraquedista americano antes de serem destruídos por fogo de bazuca. 

### Itália
O Exército Real Italiano recebeu 124 R35 com os quais o 4º Regimento de Infantaria de Tanques formou dois batalhões. Os dois batalhões foram designados para o 131º Regimento de Infantaria de Tanques, que foi empregado em janeiro de 1942 na Sicília. Lá, o Batalhão de Tanques CI "R35" pertencente ao regimento foi designado para o XII Corpo de Exército defendendo o oeste da ilha, enquanto o regimento com o Batalhão de Tanques CII "R35" juntou-se ao XVI Corpo de Exército defendendo o sul da ilha. Ele usou alguns de seus R35 na defesa de Gela, na Sicília, contra os rangers americanos. O 5º Batalhão, Regimento de East Yorkshire foi atacado por cinco R35 enquanto avançava em direção a Sortino; quatro foram rapidamente nocauteados, mas o quinto atravessou o batalhão e continuou até ser nocauteado por um canhão automotor de 105mm perto de Floridia.

### Outras forças durante a Segunda Guerra Mundial
Alguns dos tanques que a Alemanha capturou foram dados ou vendidos aos aliados da Alemanha: a Bulgária recebeu cerca de quarenta.
Três veículos poloneses no final de 1939 chegaram à Hungria.
Durante a Campanha da Síria-Líbano, o Esquadrão 'A' do 2/6º Regimento de Cavalaria Comando australiano usou quatro R35 que foram capturados dos franceses de Vichy.
A Suíça incorporou doze R 35 que haviam fugido da França.
Após a vitória alemã sobre a Iugoslávia em 1941, o Estado Independente da Croácia incorporou alguns R35 que não haviam sido destruídos durante a luta contra a 11. Panzerdivision em 13 e 14 de abril.

### Síria e Líbano

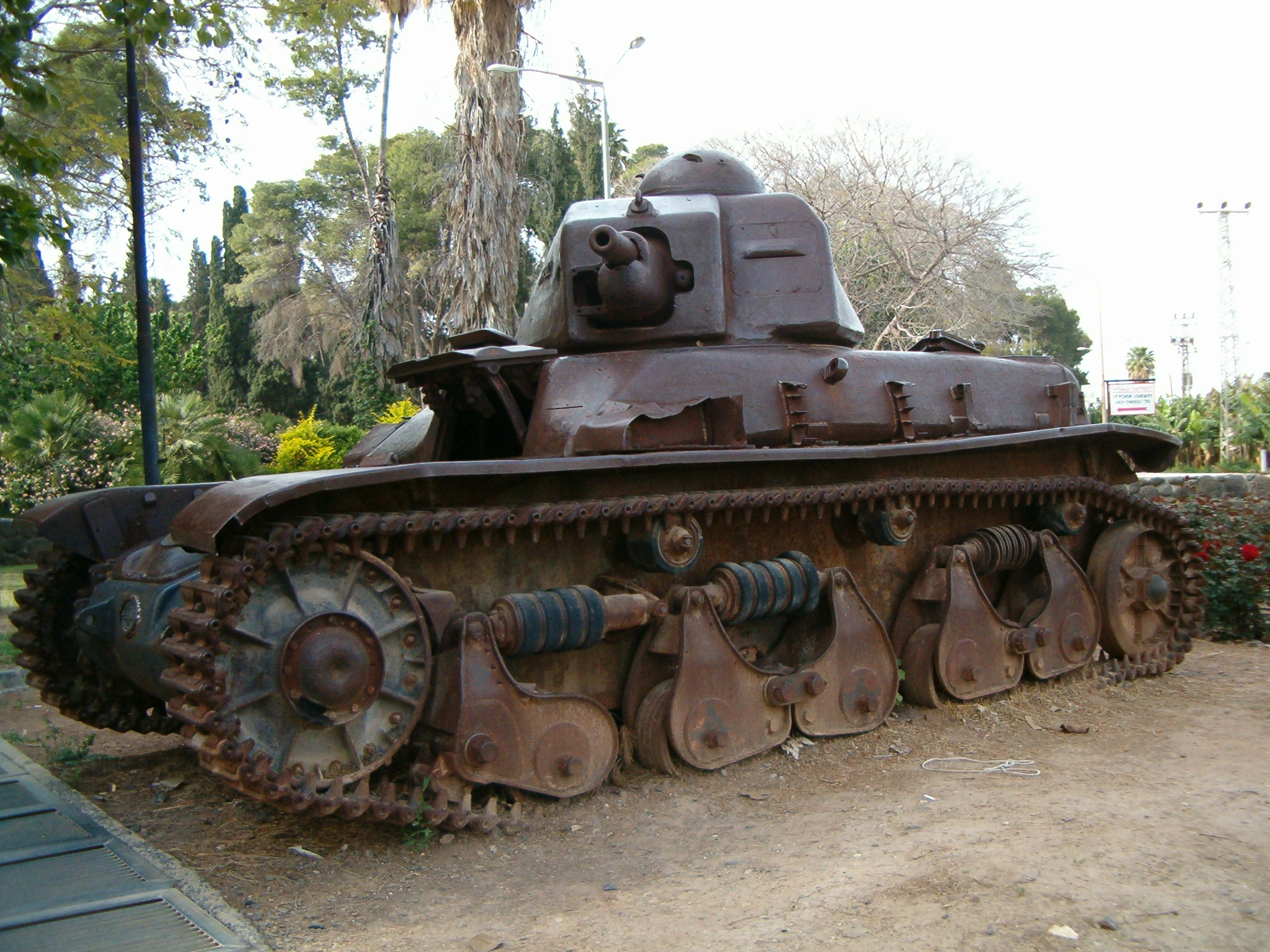
Um R-35 sírio nocauteado em Degania Alef.

O R 35 entrou em combate em mãos sírias quando cinco R 35 participaram de um ataque malsucedido do Exército Sírio ao kibutz judeu Degania Alef na Galileia em 20 de maio de 1948. Os defensores do kibutz, armados com um lançador antitanque PIAT de 20mm e coquetéis Molotov, conseguiram nocautear três R 35, fazendo com que as forças restantes recuassem. Um dos R 35 desativados permanece perto do kibutz hoje como um memorial da guerra da Palestina de 1947–1949. Uma sondagem das FDI em 1991 provou que este R35 havia sido nocauteado por um tiro de PIAT na torre.
O Exército Libanês também incorporou uma série de R 35. Alguns dos veículos libaneses foram reconstruídos com um canhão britânico Ordnance QF 2-pounder de 40mm, entrando em ação na crise do Líbano de 1958.

### França no pós-guerra
Alguns R 35 serviram após a guerra na Gendarmaria, como "R 39" reformados com canhões SA 38. Eles foram aposentados a partir de 1951 em favor do tanque Sherman.